# Reborn (album de Warkings)
Pour les articles homonymes, voir Reborn.
Reborn est le premier album du groupe de power metal Warkings, publié le 16 novembre 2018. 

## Liste des chansons
Albums de Warkings
Revenge (Warkings)
(2020)
Toute la musique est composée par Warkings.
| No  | Titre                                      | Durée |
| --- | ------------------------------------------ | ----- |
| 1.  | Give Em War                                | 4:48  |
| 2.  | Never Surrender                            | 3:30  |
| 3.  | Hephaistos                                 | 4:07  |
| 4.  | Gladiator                                  | 4:18  |
| 5.  | Holy Storm                                 | 4:25  |
| 6.  | Battle Cry                                 | 4:24  |
| 7.  | Fire Falling Down                          | 3:38  |
| 8.  | Sparta (feat. The Butcher From Debauchery) | 3:28  |
| 9.  | The Last Battle                            | 4:37  |
| 10. | Die Flut (Bonus Track)                     | 4:30  |